# Колеснікова Любов Іллівна
Любов Іллівна Колеснікова (нар. 20 грудня 1949, смт Паричі, Гомельська область, Білоруська РСР) — радянський і російський учений-медик, академік РАН (2016), заслужений діяч науки РФ.

## Біографія
Народилася 20 грудня 1949 року в смт Паричі Гомельської області Білоруська РСР.
У 1972 році з відзнакою закінчила Новосибірський державний медичний інститут, за розподілом потрапила в Інститут клінічної та експериментальної медицини (Новосибірськ), де пройшла шлях від молодшого наукового співробітника до завідувача лабораторією.
У 1981 році захистила кандидатську дисертацію, тема: «Процеси перекисного окислення ліпідів при адаптації та ХНЗЛ у будівельників БАМу».
У 1994 році захистила докторську дисертацію, тема: «Роль процесів перекисного окислення ліпідів у патогенезі ускладненої вагітності».
У 1999 році — присвоєно вчене звання професора.
У 2000 році обрана членом-кореспондентом РАМН.
З 1987 року — працює в Науковому центрі медичної екології Східно-Сибірського наукового центру Сибірського відділення РАМН (м. Іркутськ); у 2009 перейменовано в Науковий центр проблем здоров'я сім'ї та репродукції людини СВ РАМН. З 1991 — заступник директора установи.
З 2000 по 2016 роки очолювала Науковий центр медичної екології Східно-Сибірського наукового центру Сибірського відділення РАМН.
У 2014 році обрана членом-кореспондентом РАН (у рамках приєднання РАМН до РАН).
У 2016 році обрана академіком РАН.

### Сім'я
- Чоловік — Сергій Іванович Колесніков (нар. 1950) — академік РАН (раніше — РАМН), радник РАН, професор, заслужений діяч науки Росії.
  - Дочка — Марина Сергіївна, лікар, кандидат медичних наук.

## Наукова діяльність
Основні напрями наукових досліджень — вивчення фізіології і патології організму, що росте, з урахуванням регіональних особливостей Східного Сибіру з розробкою прогнозу розвитку дітей та методів можливого управління їхнім здоров'ям.
Автор понад 350 наукових статей у радянських (російських) і міжнародних журналах, 26 монографій, 2 навчальних посібників, 16 патентів і ряду авторських свідоцтв.
Під керівництвом Л. І. Колеснікової захищено 19 докторських та 30 кандидатських дисертацій.

### Монографії
- Перекисное окисление липидов и холодовой фактор: монография. — Новосибирск: Наука, 1988. (в соавт.)
- Основные патогенетические механизмы и методы коррекции репродуктивных нарушений у больных с гипоталамическими синдромами: монография. — Новосибирск: Наука, 2001. (в соавт.)
- Патогенез сердечно-сосудистых изменений при наследственных нервно-мышечных заболеваниях у детей: монография. — Новосибирск: Наука, 2001. (в соавт.)
- Л. И. Колесникова [и др.] Эссенциальная артериальная гипертензия и гены ренин-ангиотензиновой системы. — Новосибирск: Наука, 2008. ISBN 978-5-02-023255-6[3]

## Громадська діяльність
Голова Проблемної комісії Міжвідомчої ради № 56.18 «Охорона здоров'я матері і дитини»; член Проблемної комісії з патофізіології, член редколегій журналів «Бюлетень Східно-Сибірського наукового центру СВ РАМН», «Актуальні проблеми педіатрії».
Співголова товариства патофізіологів; член Міжнародного товариства патофізіологів; заступник голови Ради по захисту докторських дисертацій при Науковому центрі проблем здоров'я сім'ї та репродукції людини СВ РАМН. У 1982—1987 — голова Ради молодих вчених Сибірського відділення АМН СРСР; в 1998—2002 — керівник Іркутського відділення товариства «Лікарі світу за запобігання ядерної війни».
З 1995 року — заступник голови Комісії при губернаторі у справах жінок і сім'ї, член Медичної ради при губернаторі Іркутської області, помічник депутата Державної думи РФ, заступник голови експертної ради з екологічної освіти при Державній Думі РФ.
З 2001 року — член Координаційної ради М3 РФ і РАМН по Сибірському федеральному округу.
У 1998 році — на конгресі в Австралії була обрана віце-президентом міжнародного руху «Лікарі світу за запобігання ядерної війни».

## Нагороди
- Орден Пошани" (2000)
- Медаль «За будівництво Байкало-Амурської магістралі»
- Почесне звання «Заслужений діяч науки РФ» (2006)
- Почесні грамоти РАМН
- Почесні грамоти губернатора Іркутської області
- Лауреат премії губернатора Іркутської області в галузі науки і техніки
- Титул і диплом «Жінка року-98» (Американський біографічний інститут)

### Інтерв'ю
- Академик Любовь КОЛЕСНИКОВА: Каждый наш шаг должен быть подчинён интересам детства [Архівовано 10 грудня 2019 у Wayback Machine.]